# Estadio José Antonio Romero Feris
El Estadio José Antonio Romero Feris es un estadio de fútbol ubicado en Corrientes, Argentina. Fue inaugurado el 26 de julio de 1986, y tiene una capacidad de 15 700 personas. Allí hacen las veces de local el Club Atlético Huracán Corrientes (propietario) y ocasionalmente, el Deportivo Mandiyú. Curiosamente, a pesar de ser propiedad de Huracán Corrientes, fue inaugurado durante un cotejo por la Primera B Nacional, disputado entre Mandiyú y Deportivo Armenio.
Además de los torneos de liga y las competencias nacionales en las que se involucren Huracán Corrientes o alguno de los otros equipos de la ciudad que precisen de su uso en estas competencias, también se disputan otros torneos nacionales como la Copa Argentina.
Lleva el nombre del exgobernador de la provincia de Corrientes, José Antonio Romero Feris, que fue también presidente de Huracán Corrientes y principal impulsor de su construcción. Cabe destacar que Romero Feris ejercía la gobernación correntina al momento de esta construcción.